# کابسا
کابسا (به لاتین: Cabeça dos Tarrafes) یک روستا در دماغه سبز است.